# Hada uniformis
Hada uniformis är en fjärilsart som beskrevs av Otto Staudinger 1896. Hada uniformis ingår i släktet Hada och familjen nattflyn. Inga underarter finns listade i Catalogue of Life.